# Ekkehard Fahr
Rouge Ekkehard Fahr (* 30. April 1934 in Merseburg) ist ein deutscher Architekt und Hochschullehrer.

## Werdegang
Ekkehard Fahr studierte zwischen 1952 und 1959 Architektur an der Technischen Hochschule Karlsruhe und legte seine Diplom-Hauptprüfung bei Egon Eiermann ab. Er war von 1962 bis 1965 Projektpartner bei Erich Rossmann in Karlsruhe. Zwischen 1966 und 1968 war Fahr Projektpartner in der Architektengemeinschaft ABS in Frankfurt am Main und von 1970 bis 1973 Leiter der Gruppe Architektur und Städtebau bei der Planungsgesellschaft Obermeyer in München. 1973 gründete er das Architekturbüro Planung Fahr und Partner (PFP) in München. Von 1976 bis 1978 lehrte Fahr als Professor an der Universität Stuttgart.

## Werk

### Bauten und Entwürfe
- 1972–1974: Trennwandfabrik Mechel Elemente in Einsiedlerhof[2]
- 1974–1977: Produktionsgebäude und Lager für Klöpfer & Königer in Wolnzach[3]
- 1977–1979: Verwaltungsgebäude HL-Technik in München
- 1979: Bürogebäude und Lager für Klöpfer & Königer in München
- 1978: Bürogebäude eines Ingenieurbüros in München (Holzskelettbau)
- 1981: Umbau des Bürogebäudes der Bayerischen Architektenkammer in München (1906 von August Zeh)
- 1982: Stahlbaustände SB '80 ›BAU ˙80‹ München 1980 ›CONSTRUCTA ˙82, Hannover
- 1980–1982: Aluminiumwerke Alcan in Nürnberg (mit Dieter Schaich)[4][5]
- 1981–1982: Bürogebäude und Lager auf dem Fliegerhorst Erding
- 1983: Keramikfabrik in Kronach
- 1976–1984: Verwaltungsgebäude Trautwein I in Weingarten bei Karlsruhe
- 1980–1988: Umgestaltung des Hauptbahnhofs in München (mit Dieter Schaich und Josef Reindl)[6][7]
- 1985–1994: Fernmeldezeugamt in Aubing
- Spielzeugfabrik (mit Sailer, Stepan + Partner)

### Möbel
- 1959: Stehleuchte Baukasten M60 (seit 1966 ausgestellt im Museum of Modern Art und seit 1982 in der Pinakothek der Moderne)[8][9]

## Preise
- 1974: Vorbildliche Bauten in Rheinland-Pfalz
- 1976: Europäischer Stahlbaupreis (Auszeichnung) für die Trennwandfabrik Mechel Elemente in Einsiedlerhof[10]
- 1976: Auszeichnung – Preis des Deutschen Stahlbaues
- 1977: Deutscher Architekturpreis (Auszeichnung)
- 1978: Silberplakette des Bundesministeriums für Raumordnung, Bauwesen, Städtebau
- 1979: BDA-Preis Bayern für das Büro- und Lagergebäude für Klöpfer & Königer in München[11]
- 1981: BDA-Preis Bayern für die Gießereihalle der Alcan Aluminiumwerke in Nürnberg[12]

## Ehemalige Mitarbeiter
- Rüdiger Fritsch

## Schriften
- (mit Erich Rossmann), Beratungsstelle für Stahlverwendung (Hrsg.): Stahl und Form. Harmonie. 1977.